# Telefonvakt

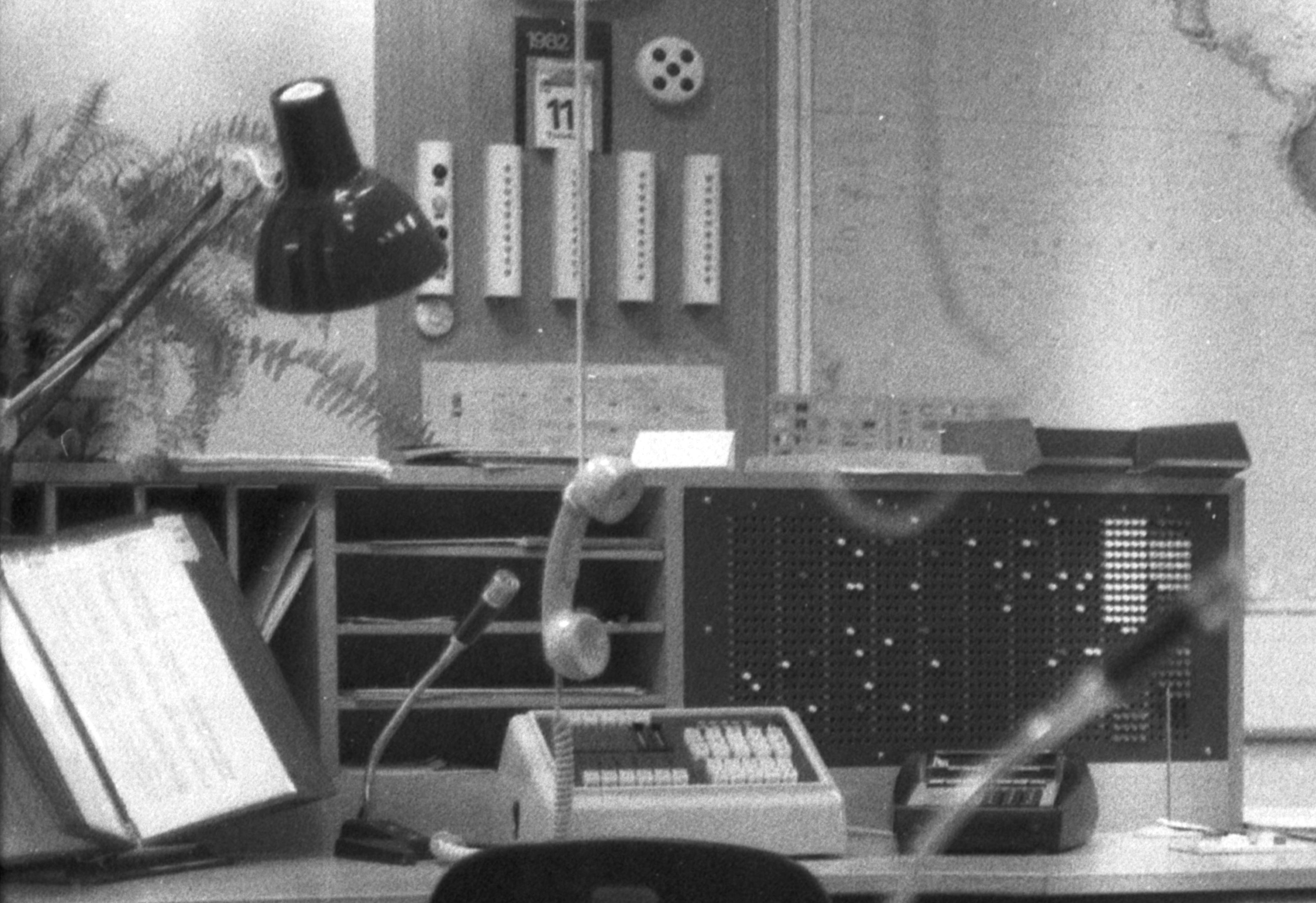
Abonnentväxeln A344 med telefonvakt.

Telefonvakt (på engelska "answering service") kan beskrivas som en manuell, mänsklig föregångare till telefonsvararen. Ett telefonnummer kopplades om till en telefonist som tog emot inkommande samtal. Telefonvakt var en publik tjänst hos Televerket som bestod i att man på telefonstationen bevakade en abonnents telefonnummer och besvarade inkommande samtal. Telefonvaktsuppdraget kunde bestå i att antingen enbart besvara samtal och lämna besked eller att även ta emot och vidarebefordra meddelanden. Telefonvakten utgjordes av telefonister på Televerkets telefonstationer där nummer som skulle bevakas hade kopplats om på så vis att inkommande anrop styrdes om till telefonisternas växelbord. Televerket lade ner tjänsten i mitten av 1990-talet.
"Telefonvakt" blev sedan även benämningen för intern telefonpassning i företagsväxlar, särskilt i den större abonnentväxeln A344 där telefonisten i hänvisningsexpeditionen med hjälp av metallproppar i ett s.k. proppskåp frånvaromarkerade anknytningar i växeln. Ett internt eller externt samtal till en hänvisad ("proppad") anknytning styrdes om till telefonvakten där besked om frånvaro kunde ges och meddelanden tas emot.